# Tsunesaburo Makiguchi

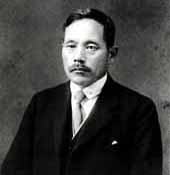
Tsunesaburo Makiguchi

Tsunesaburo Makiguchi (n. Gregorian 23 iulie 1871 - d. 18 noiembrie 1944) a fost un filozof și geograf japonez, considerat a fi unul din primii exponenți ai gândirii geopolitice moderne în Japonia. Viziunile sale sunt cel mai bine exprimate în monumentala sa lucrare Geografia vieții umane (1903), care continuă să se bucure de o apreciere deosebită în Japonia. În anul 1943 a fost arestat de poliția politică japoneză pentru viziunile sale pacifiste. A murit în detenție în anul 1944. 